# Fleurey-lès-Faverney
Fleurey-lès-Faverney é uma comuna francesa na região administrativa de Borgonha-Franco-Condado, no departamento de Alto Sona. Estende-se por uma área de 11,29 km². Em 2010 a comuna tinha 472 habitantes (densidade: 41,8 hab./km²).